# Амвросий (Поликопа)
Митрополит Амвросий (в миру Андрей Яковлевич Поликопа; 20 сентября 1943, село Заливанщина, Калиновский район, Винницкая область, УССР) — архиерей Украинской Православной Церкви, митрополит Черниговский и Новгород-Северский, ректор Черниговского духовного училища. Тезоименитство — 23 октября

## Биография
Родился 20 сентября 1943 года в селе Заливанщина, Калиновского района, Винницкой области.
После окончания средней школы с 1961 года работал на городских предприятиях Одессы.
В 1967 году поступил в Одесскую духовную семинарию. В 1970—1974 годах учился в Московской духовной академии, которую закончил со званием кандидата богословия за курсовое сочинение «Святитель Иоанн Златоуст и особенности его проповедей на Евангелие от Матфея».
8 октября 1972 года патриархом Московским и всея Руси Пименом был рукоположён во диакона. 15 апреля 1973 года был рукоположён в священника.
В 1974 году направлен в Харьковскую епархию. Служил в Харьковском кафедральном Благовещенском соборе.
С 1979 года — благочинный 4-го благочиннического округа Харьковской епархии.
С 1982 года ключарь в Харьковском кафедральном Благовещенском соборе.
В 1987 году овдовел когда его жена и сын погибли в автомобильной катастрофе.
С 1989 года преподавал Закон Божий в воскресной школе при Благовещенском соборе.
В 1990 году был избран депутатом городского совета Харькова.
В 1991 году протоиерею Андрею поручено восстановление разрушенного Свято-Троицкого храма города Харькова, настоятелем которого он затем стал.
С 1994 года преподавал Ветхий Завет в Харьковском духовном училище, а затем после преобразования в семинарии.
13 мая 1997 года становится настоятелем Петро-Павловского города Харькова и инспектором Харьковской духовной семинарии.

### Архиерейство
19 мая 1998 года Священный Синод Украинской православной церкви определил протоиерею Андрею Поликопе по пострижении в монашество и возведении в сан архимандрита быть епископом Новгород-Северским, викарием Черниговской епархии.
26 июня 1998 года в храме прп. Феодосия Печерского Киево-Печерской Лавры он был пострижен в монашество с именем Амвросий, в честь преподобного Амвросия Оптинского.
27 июня 1998 года в день памяти священноученика Владимира митрополита Киевского и Галицкого Владимиром митрополитом Киевским и всея Украины возведен в сан архимандрита и наречен во епископа Новгород-Северского.
28 июня 1998 года в Трапезном храме Киево-Печерской Лавры состоялась архиерейская хиротония которую возглавил митрополит Киевский и всея Украины Владимир.
В связи с кончиной митрополита Черниговского и Нежинского Антония 15 июля 2003 года был назначен временно управляющим Черниговской епархией, а с 16 октября того же года — её правящим архиереем.
В связи с разделением Черниговской и Нежинской епархии на две самостоятельные — Черниговскую и Нежинскую — решением Священного Синода Украинской православной церкви от 31 мая 2007 года получил титул Черниговский и Новгород-Северский.
10 июня 2007 года решением Священного Синода УПЦ назначен ректором Черниговского духовного училища.
24 сентября 2008 года в Киево-Печерской лавре митрополитом Киевским и всея Украины Владимира (Сабодана) возведён в сан архиепископа.
17 августа 2015 года в Киево-Печерской лавры митрополитом Киевским и всея Украины Онуфрием был возведён в сан митрополита.

## Награды
- орден св. блгв. кн. Даниила Московского II ст.;(2008)[6]
- орден Русской Православной Церкви прп. Сергия Радонежского 2-й степени.